# Parkland Corporation
Parkland Corporation — канадская компания, управляющая сетями автозаправочных станций и продуктовых магазинов в Канаде и США. Также ей принадлежит НПЗ в Бернаби (провинция Британская Колумбия).
В списке крупнейших компаний мира Forbes Global 2000 в 2020 год занимала 1936-е место.

## История
Компания была основана в 1961 году под названием Parkland Beef Industries и первоначально занималась скотоводством. В 1976 году компания была куплена Джеком Дональдсом и переименована в Parkland Industries; тогда компания начала осваивать новое направление деятельности — автозаправочные станции. Скотоводческие подразделение было продано в 1981 году. В том же 1981 году была создана дочерняя нефтедобывающая компания. В 1980-х годах было куплено несколько сетей, и к концу десятилетия количество АЗС под управлением компании превысило 100. В 1987 году был куплен НПЗ в Боудене. В 1990-х годах нефтедобывающая дочерняя компания была продана, а количество АЗС компании выросло до 400, в основном за счёт покупки. С 1990 года компания начала развивать сеть минимаркетов, купив права на использование бренда AM/PM в канадских провинциях Британская Колумбия, Альберта, Манитоба и Саскачеван. В 2008 году компания вышла на рынок провинции Онтарио, купив сеть из 56 АЗС, работавших под брендами Esso, Sunoco и Noco. В 2010 году была куплена компания Bluewave Energy, управлявшая крупнейшей в Канаде сетью АЗС под брендом Shell.
В 2014 году с покупки SPF Energy компания начала освоение рынка США. В 2015 году за 400 млн долларов была куплена канадская компания Pioneer Energy с 380 АЗС и сотней магазинов. В 2017 году за 978 млн долларов была куплена часть активов компании CST Brands Canada, включавшая 500 АЗС под брендами Ultramar и Chevron. В том же году за 1,7 млрд долларов были куплены канадские активы Chevron, включавшие НПЗ в Бёрнаби и 129 АЗС. В 2019 году была куплена компания Sol Investments Ltd., управлявшая крупнейшей сетью АЗС на Карибах, стоимость покупки составила 1,35 млрд долларов.
В мае 2020 года сменила название с Parkland Fuel Corporation на Parkland Corporation.

## Деятельность
Поодажи горючего в 2021 году составили 23,9 млрд литров, из них 8,9 млрд литров пришлось на розничные проодажи в Канаде, 5,2 млрд литров — в США, 5,3 млрд литров — в других странах, 4,5 млрд литров — оптовые продажи.
Выручка за 2021 год составила 21,5 млрд канадских долларов, из них 20,2 млрд пришлось на торговлю горючим, остальное — на продуктовые магазины и другую деятельность.
Подразделения по состоянию на 2021 год:
- Канада — 1812 АЗС и продуктовых магазинов; АЗС работают под брендами Ultramar, Esso, Fas Gas Plus, Chevron и Pioneer, магазины — On the Run и Marché Express.
- США — 632 АЗС, работающих под брендами On the Run, Arco, Cenex, Chevron, Conoco, Exxon, Marathon, Mobil, Mr. Gas, Texaco, Phillips 66, Shell, U-Gas, 76 и другими.
- Другие страны — сеть АЗС под брендом Sol в 23 странах и территориях Карибского региона, а также снабжение авиационным топливом 14 аэропортов региона.
- Снабжение — деятельность НПЗ в Бёрнаби производительностью 55 тыс. баррелей в сутки, оптовая торговля нефтепродуктами, снабжение авиационным топливом международного аэропорта Ванкувера.